# Binnenwatersloot
De Binnenwatersloot is een straat in het centrum van de stad Delft, in de Nederlandse provincie Zuid-Holland. Ze loopt vanaf de Oude Delft naar de Phoenixstraat en is ca. 100 meter lang. Aan deze oude straat bevinden zich een aantal rijksmonumenten.

## Geschiedenis
In Delft bestaat ook de Buitenwatersloot, welke ligt in het verlengde van de Binnenwatersloot richting Den Hoorn. Oorspronkelijk waren de Binnen- en Buitenwatersloot één geheel. Het is een kanaal tussen Delft en Den Hoorn. De beide vaarten dateren al vanaf de 11e of 12e eeuw en zijn vermoedelijk tot stand gekomen ten behoeve van de afwatering. De benaming Binnenwatersloot wordt niet alleen gebruikt voor de vaart, maar ook als straatnaam voor de bewoning langs deze vaart.

## Trivia
Rond de 15e eeuw was er een vestingspoort die de naam droeg van Waterslootse Poort en over het kanaal de Watersloot werd gebouwd. Zijn naam had hij dan ook te danken aan het kanaal de Watersloot. Omdat de poort in de weg stond, besloot men in 1846 deze af te breken. De poort werd voor 3.000 guldens verkocht en in 1847 daadwerkelijk gesloopt.

## Fotogalerij

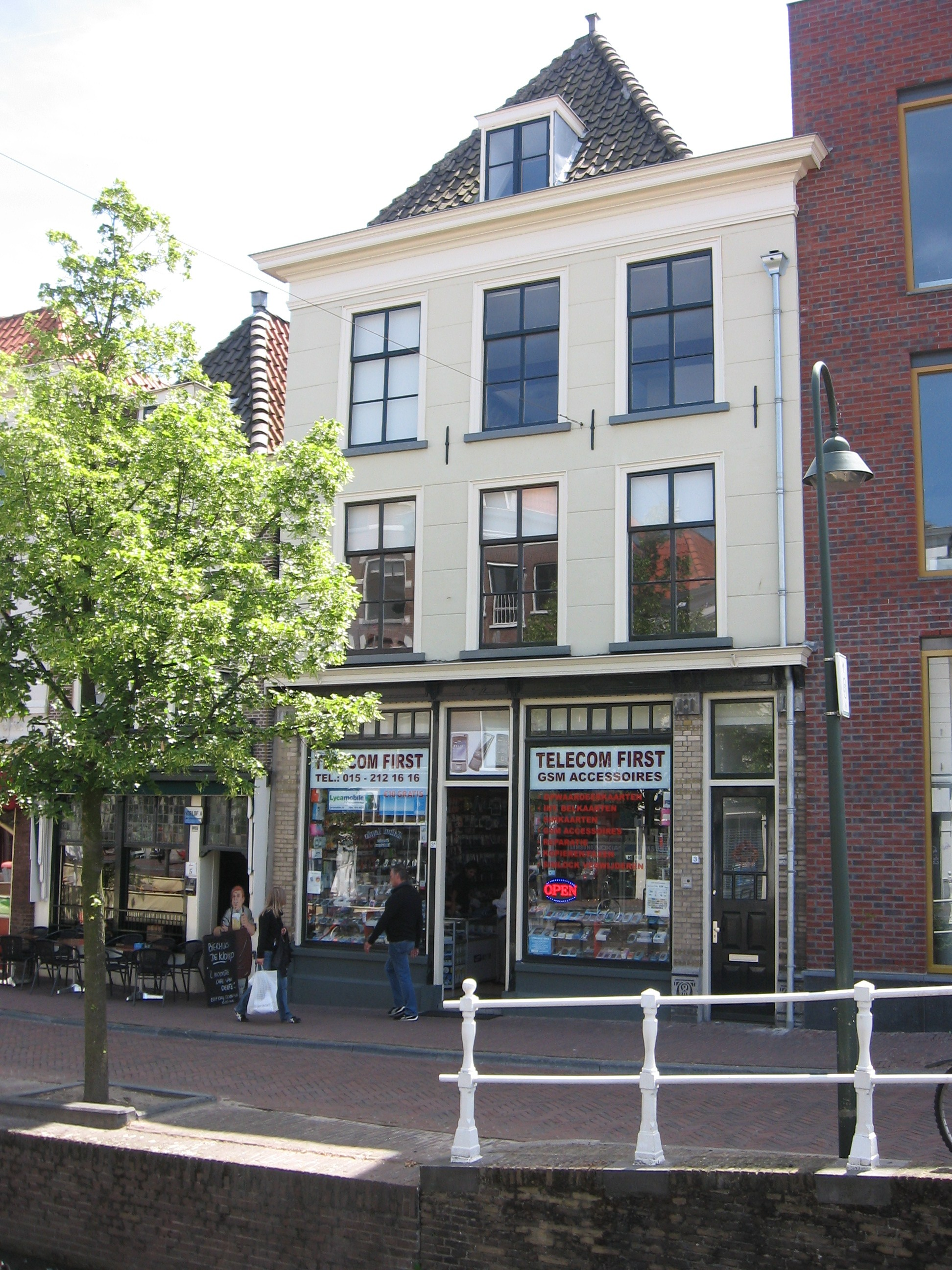
Binnenwatersloot 3
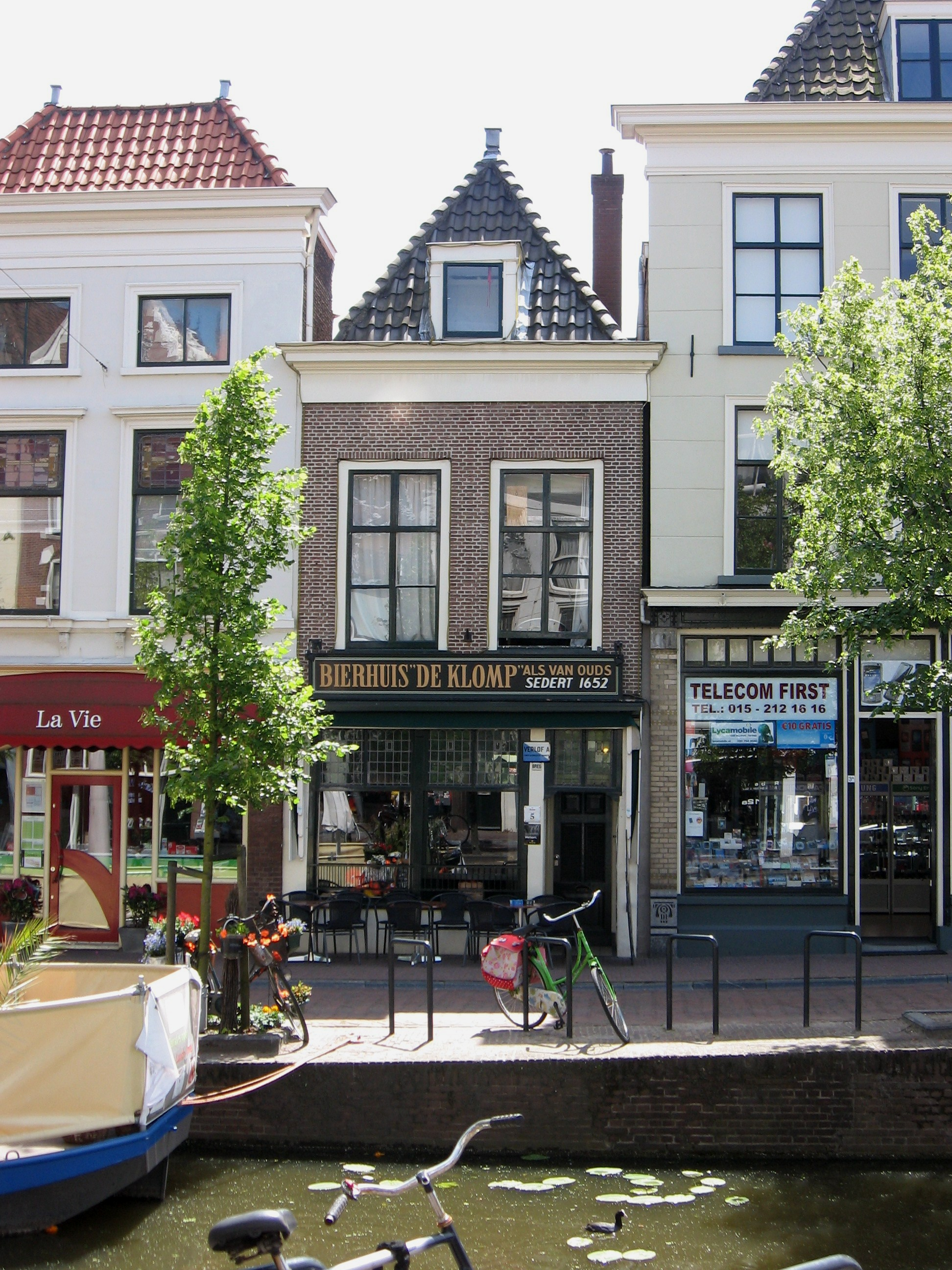
Binnenwatersloot 5
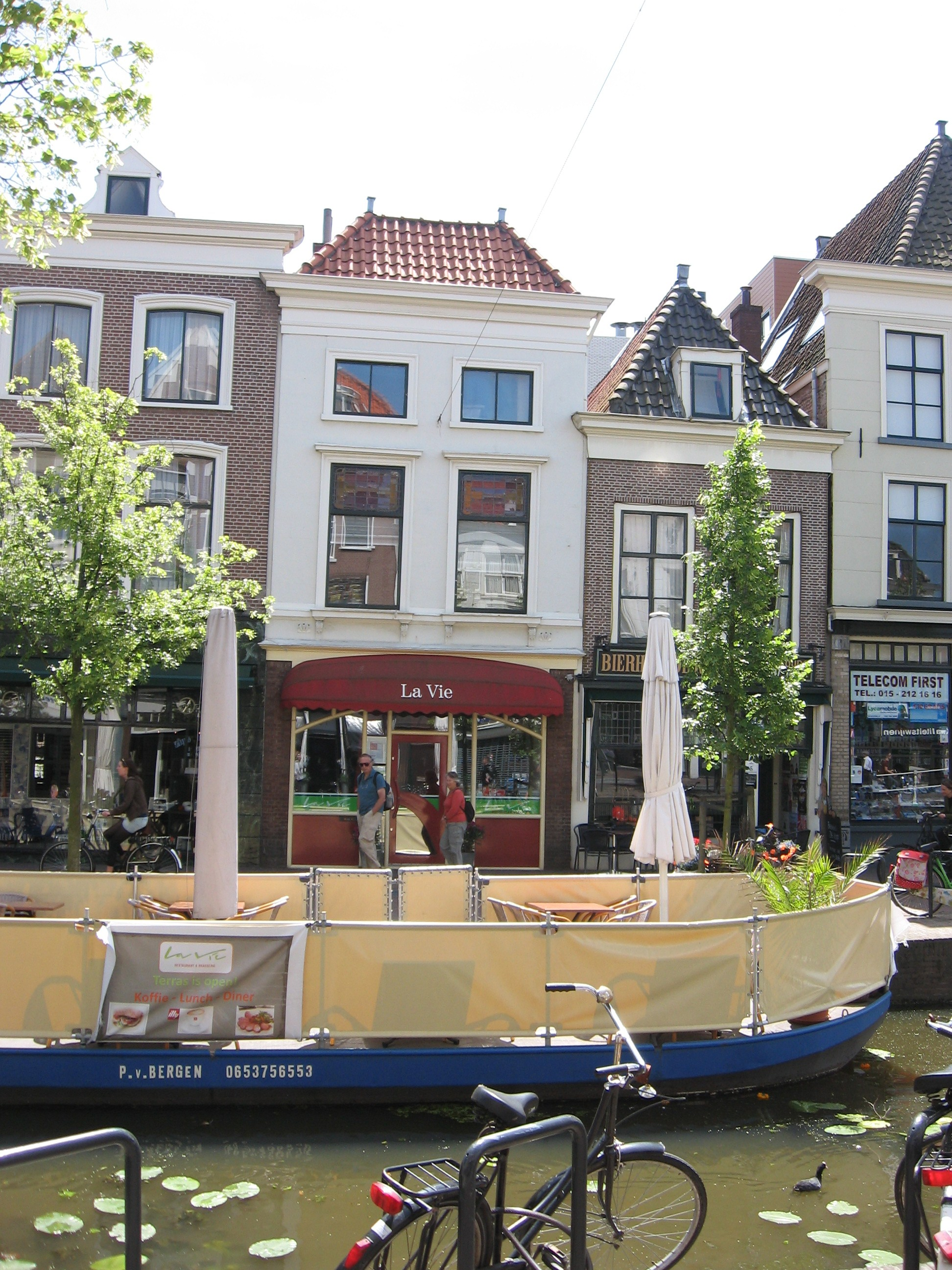
Binnenwatersloot 7
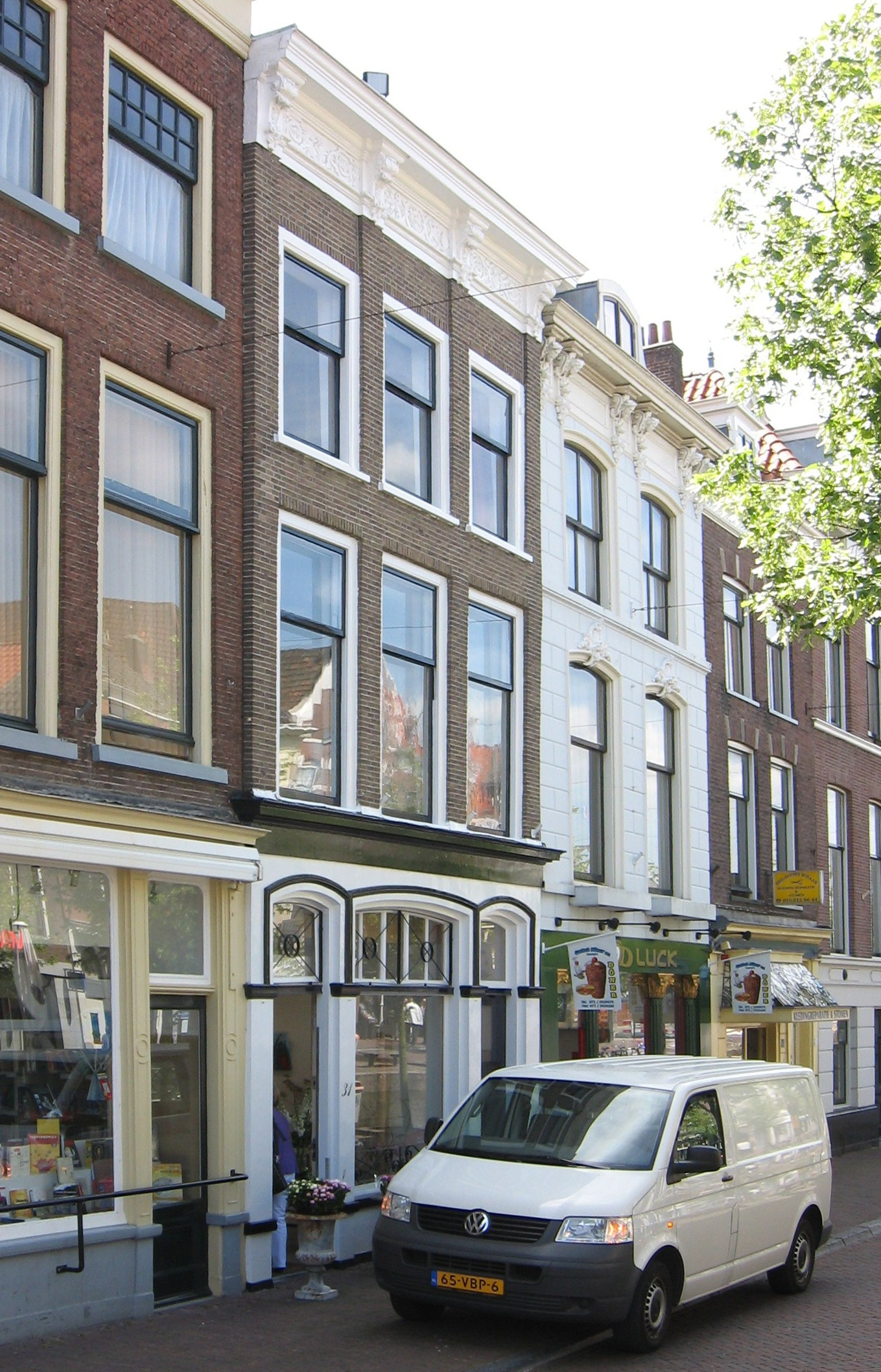
Binnenwatersloot 29-31
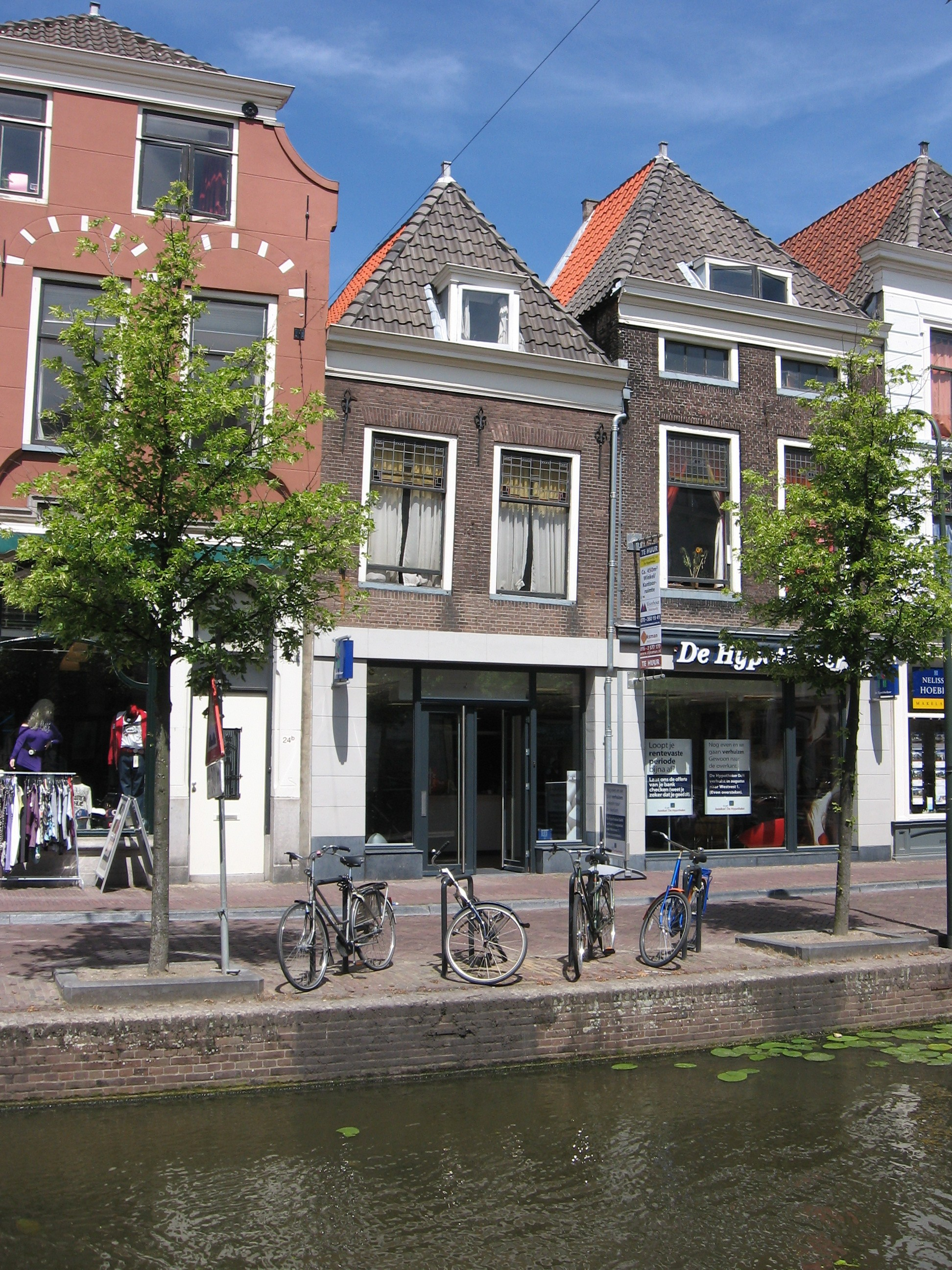
Binnenwatersloot 32

Eerste noord-zuid hoofdgracht: Oude Delft en Noordeinde
Tweede noord-zuid hoofdgracht: Nieuwe Delft (Korte/Lange Geer ·
Koornmarkt ·
Wijnhaven ·
Hippolytusbuurt ·
Voorstraat)
Derde noord-zuid hoofdgracht: Verwersdijk ·
Vrouwjuttenland ·
Burgwal ·
Brabantse Turfmarkt ·
Achterom
     Verlegging: Vrouwenregt · Oosteinde
Oost-west grachten:
Voldersgracht ·
Molslaan ·
Gasthuislaan ·
Zuidergracht
Binnenwatersloot ·
Nieuwe en Oude Langendijk ·
Vlamingstraat ·
Rietveld ·
Kantoorgracht
Buiten het centrum:
Buitenwatersloot ·
Westsingelgracht